# Рыбницкий замок
Рыбницкий замок (пол. Zamek w Rybniku) — древний замок Силезских Пястов, расположенный в центре города Рыбника Силезского воеводства в Польше. Замок перестраивали много раз, в настоящее время в нем находится районный суд.

## История
Точное время возникновения замка является неизвестным, однако на основании археологических исследований можно утверждать, что он был построен в конце XIII века. Вероятно, уже в XII веке на его месте существовало деревянное оборонительное городище, построенное при правлении опольско-ратиборского князя Мешко IV Кривоногого. Между 1202 и 1211 годами княжеская чета (Мешко и Людмила) пригласила сюда орден сестер норбертанок, которые в 1223—1228 гг. руководили школой благородных девиц. В 1228 году норбертанки покинули Рыбник, переехав в Чарновонсы вблизи Ополя.
Первое упоминание о замке в Рыбнике датируется 1327 годом.
В период феодальной раздробленности Рыбник вошел в состав Ратиборского княжества, позднее — Опольско-Ратиборского (1202—1290), а впоследствии — вновь Ратиборского. В то время он состоял из каменно-кирпичного дома, возведенного на прямоугольном плане размерами 9,4×22,8 м, укрепленного в углах. Замок был окружен земляными валами, а дополнительным оборонительным преимуществом были окружающие его пруды. Замок был типичным оборонительным сооружением, в котором находилась постоянная вооруженная стража. В XIV веке было осуществлено его развитие, расширившее замок в восточном направлении на 3 м. После этого весь комплекс был окружен каменной стеной. В восточной куртине был обустроен въезд к замку, четырехсторонний укрепленный башней.
На рубеже XIV—XV веков, хотя замок находился в собственности ратиборских князей, его также использовали, как место остановки во время путешествия в Бытом, цешинские князья. В 1428—1435 годах вблизи города велись бои во время гуситских войн. Город подвергся значительным разрушениям, но жители нашли убежище в замке и по быстрой отстройке Рыбника можно сделать вывод, что замок удалось отстоять. Отстроенный город уже вскоре был снова сожжен и разграблен рыцарями-разбойниками. В то время Рыбником завладел ратиборский князь Вацлав III Рыбницкий, который перестроил замок в свою усадьбу. Он потерял Рыбник в 1473 году, когда замок отобрал чешский король Матьяш Корвин и передал его шляхтичу из Невядома как награду за борьбу против своего князя.
Впоследствии Рыбницкая земля перешла во владение опавско-ратиборского князя Яна V, который передал его своему сыну Микулашу VI. После него княжеством управляли два его брата — Ян и Валентин. Последний заключил соглашение с опольским князем Яном II Добрым. Положения, содержавшиеся в документе вступили в силу в 1521 году, после бездетной смерти Валентина — последнего ратиборского князя из Пржемысловичей. С 1526 года Рыбник и его окрестности были выделены в отдельную территорию под названием Рыбницкое государство, непосредственно подчиняющееся императорской власти. Новые владельцы города часто менялись, не слишком озабоченные развитием Рыбника. Замок стал резиденцией чиновников, осуществлявших управления от имени собственников, как правило, живших далеко от Рыбника. Без надлежащего ухода старый готический замок начал приходить в упадок. В 1579—1581 годах его частично перестроил Владислав из Лобковиц, когда он получил заверения от чешского короля, что замок останется в собственности его детей.
В XVII веке Ян Бернард Пражма стал владельцем города. Около 1650 года он начал сносить старый замок и на его месте начал строительство дворцовую резиденцию. В 1652 году было завершено строительство новой замковой часовни, о которой говорится в описании визитации, осуществленной вроцлавскими епископами. После смерти Пражмы, очередные владельцы замка Опперсдорфы продолжили начатую им перестройку. Новый замок был массивным двухэтажным домом, покрытым гонтовой крышей, который был более узким, чем сегодняшнее здание суда. В замке была башня, которую разобрали около 1758 года. Очередными владельцами Рыбника в 1682 году стали графы Венгерские. В 1776-78 годах во времена графа Юзефа Венгерского, к старой части замка было пристроено два крыла с аркадами на уровне первого этажа. Это придало зданию форму подковы, которая сохранилась до нашего времени.
В 1788 году Рыбницкое государство приобрел прусский король Фридрих Вильгельм II, который решил разместить в замке убежище для солдат. В 1789 году на месте разобранного здания был сооружен новый замок, предназначенный для «Дома инвалидов». Он выступал за боковые крылья на территорию бывшего рва. Новый «дом инвалидов» был соединен ступенчатыми переходами с барочными крыльями, построенными Венгерскими. Замок перестроили в стиле позднего барокко-классицизма по проекту Фридриха Ильнгнера. В наше время это оштукатуренная каменная постройка, выходящая передним фасадом на восток. Расположенная на плане подковы, она состоит из двухэтажного дома с двумя перпендикулярными крыльями. С 1842 года в замке располагался гродский суд. В 1938 году была произведена последняя перестройка здания — обновлена кровельная система, вследствие чего крыша снизилась на 2,5 м. В 1990—2000 годах был осуществлен капитальный ремонт дома.

## Современность
В июле 2013 года начался очередной ремонт: обновлен внешний фасад здания, а в 2014 году — стены со стороны двора замка. В наше время в здании размещается районный суд.

## Галерея

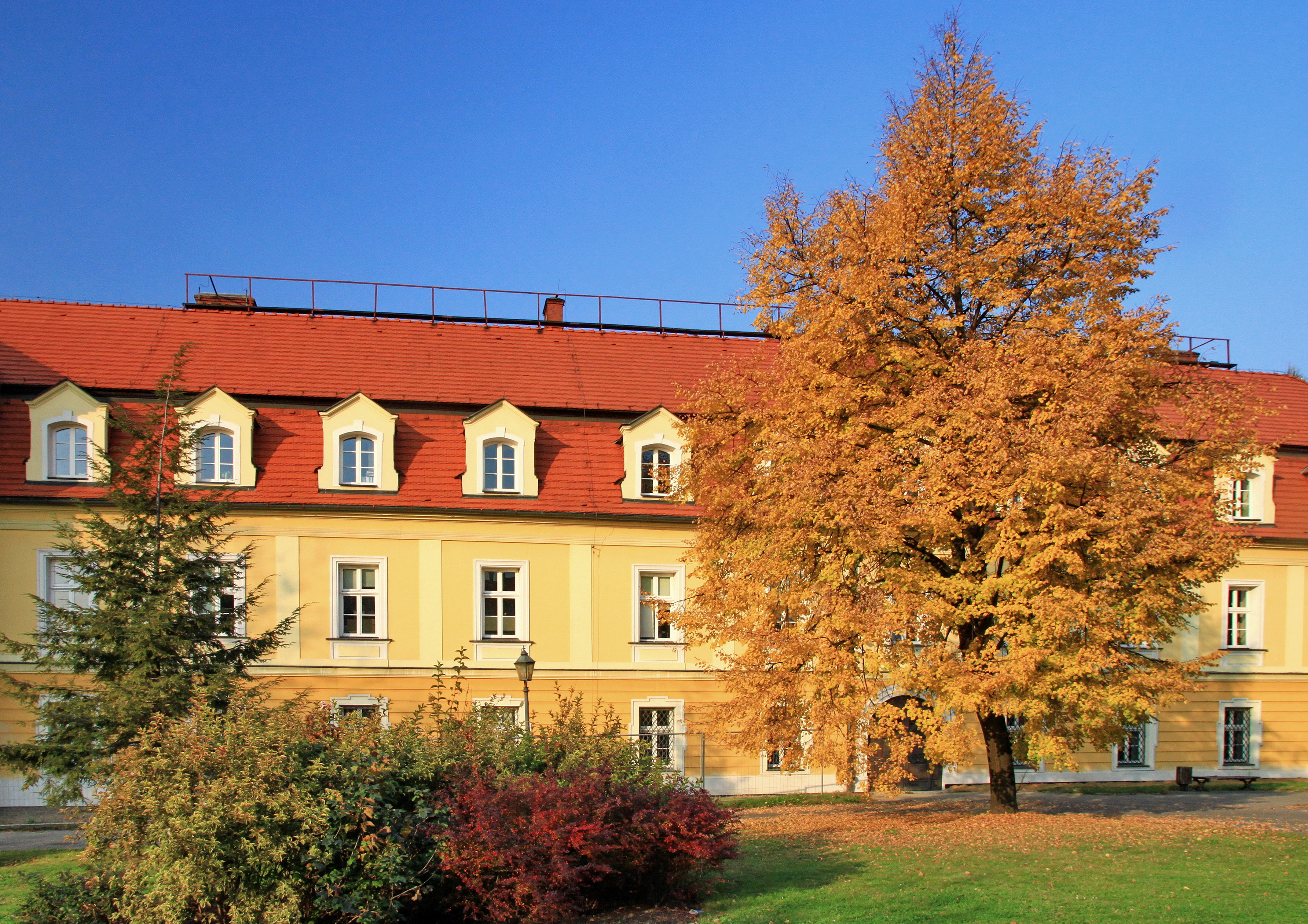
Южный фасад замка
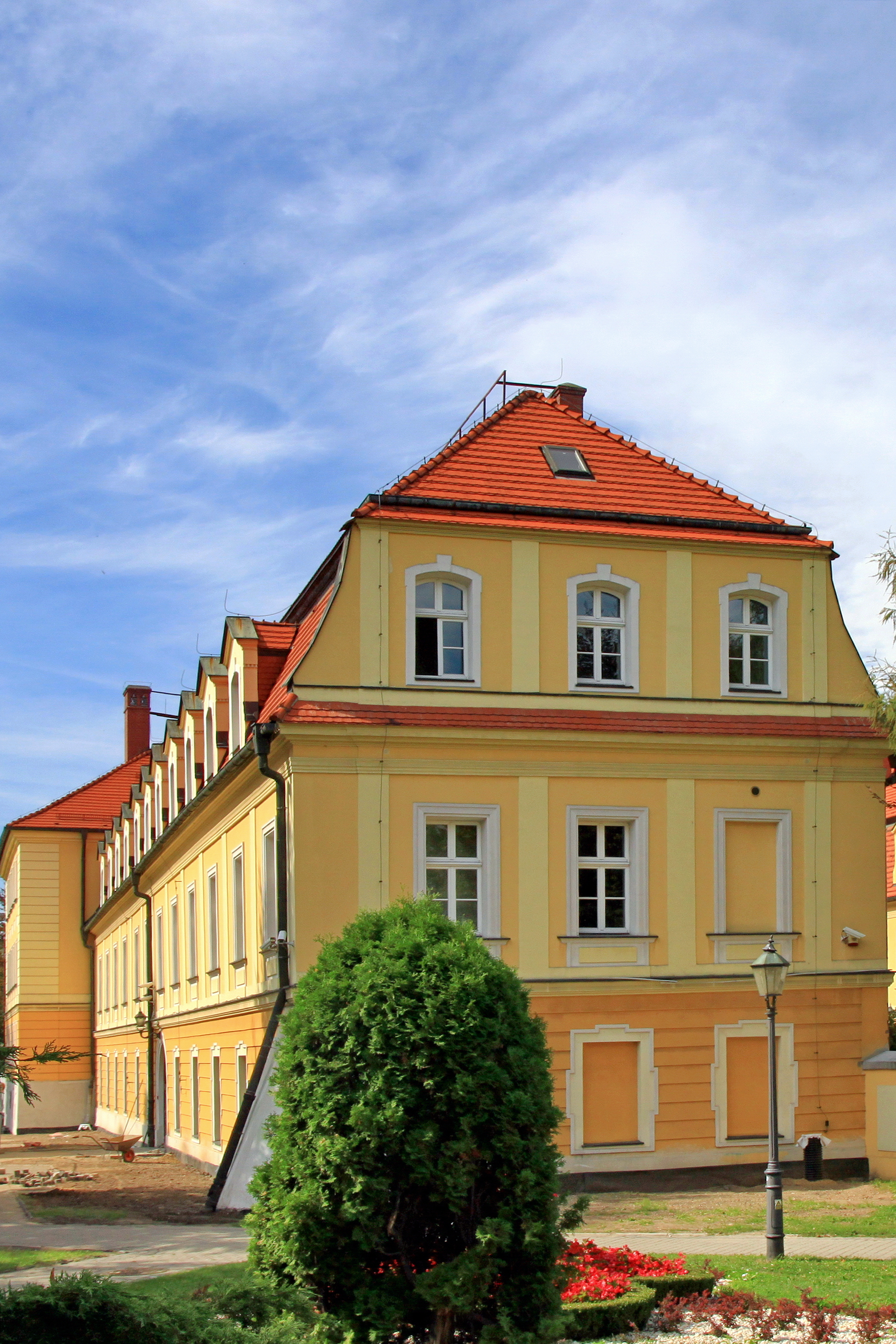
Вид замка со стороны ул. Млынской